# Gustaf Svensson
Gustaf Arthur Leopold Svensson (Varberg, 17 de março de 1882 — Västerås, 13 de julho de 1950) foi um velejador sueco, medalhista olímpico. Ele competiu nos Jogos Olímpicos de Verão de 1920 na classe Cruzador de escolho 40 m² e conquistou a medalha de prata na disputa a bordo do Elsie com Percy Almstedt, Erik Mellbin e Ragnar Svensson.